# Gouvernement Houphouët-Boigny XI
Pour les articles homonymes, voir Gouvernement Houphouët-Boigny.
 (août 2012).
Si vous disposez d'ouvrages ou d'articles de référence ou si vous connaissez des sites web de qualité traitant du thème abordé ici, merci de compléter l'article en donnant les références utiles à sa vérifiabilité et en les liant à la section « Notes et références ».
Première République
Houphouët-Boigny X Houphouët-Boigny XII
Le Gouvernement Houphouët-Boigny XI est le gouvernement de Côte d'Ivoire nommé le 16 février 1978, par décret n° 78-125 du 16 février 1978 portant nomination des membres du Gouvernement.
Le Président de la République était Félix Houphouët-Boigny.

## Composition

### Ministres d'État
- Ministre d'Etat: Auguste Denise

- Ministre d'Etat, chargé de la Réforme de société: Mathieu Ekra
- Ministre d’Etat de la santé publique et de la population: Jean-Baptiste Mockey
- Ministre d'Etat: Nanlo Bamba

### Ministres
- Garde des Sceaux, ministre de la Justice: Camille Alliali
- Ministre de la Défense et du Service Civique: Blé Kouadio M’Bahia
- Ministre de l'Intérieur: Alexis Thierry Lebbé
- Ministre des Affaires étrangères: Siméon Aké
- Ministre de l'Economie, des Finances et du Plan: Abdoulaye Koné
- Ministre de l'Agriculture: Denis Bra Kanon
- Ministre de la Recherche scientifique: Jean Lorougnon Guédé
- Ministre de l'Enseignement technique et de la Formation professionnelle: Ange François Barry Battesti
- Ministre de l'Education nationale: Paul Yao Akoto
- Ministre des Affaires culturelles: Bernard Dadié
- Ministre de l'Information: Amadou Thiam
- Ministre des Travaux publics, des transports, de la Construction et de l'Urbanisme: Désiré Boni
- Ministre de la Production animale: Dicoh Garba
- Ministre du Travail et de l'Ivoirisation des cadres: Albert Vanié Bi-Tra
- Ministre des Affaires sociales: Etienne Ahin
- Ministre de la Jeunesse, de l'Education populaire et des Sports: Laurent Dona Fologo
- Ministre des Mines: Paul Gui Dibo
- Ministre des Eaux et forêts: Théodore Koffi Attobra
- Ministre de l'Enseignement primaire et l'Education télévisuelle: Pascal Dikébié N'Guessan
- Ministre de la Sécurité intérieur: Gaston Ouassenan Koné
- Ministre des Postes et des Télécommunications: Bangali Koné
- Ministre de la Marine: Lamine Fadika
- Ministre de la Fonction publique: Emile Kéi Boguinard
- Ministre de la Condition féminine: Jeanne Gervais
- Ministre du Tourisme: Ibrahima Koné
- Ministre chargé des Relations avec l’Assemblée nationale: Emile Brou

## Source
- (fr) 11e Gouvernement de Côte d'Ivoire Document officiel, pdf sur gouv.ci